# Éric Girard
Éric Girard (Cholet, 7 luglio 1964) è un allenatore di pallacanestro ed ex cestista francese.

## Palmarès

### Allenatore
- Campionato francese: 1

Strasburgo: 2004-05
- Coppa di Francia: 2

Cholet: 1998, 1999

### Individuale
- Miglior allenatore della LNB Pro A: 1

Strasburgo: 2004-05